# Удегејска легенда
Удегејска легенда национални парк (рус. Удэгейская легенда) обухвата пределе богате четинарсим и листопадним шумама на западној падини планине Централни Сихоте Алињ на Руском далеком истоку. Сихоте Алињ се протеже од севера ка југу преко Приморске Покрајине. Парк је предвиђен да заштити животињска станишта у речним долинама на западној падини, и да пружи подршку остатку аутохтоног народа Удегејаца. Подручје је познато по обилном риболову и вожњама чамцима по потоцима и рекама. Такође је и уточиште за угроженог сибирског тигра. Парк се налази отприлике на пола пута између Владивостока (520 km југозападно од парка) и Хабаровска (440 km северозападно од парка). Релативно топло Јапанско море је на истоку, Корејско полуострво на југу, а Кина на западу.

## Топографија
По положају то је средишњи парк: налази се између природног резервата Сихоте Алињ на истоку и басена реке Амур на западу, затим националног парка Зов Тигра / природног резервата Лазовски на југу и националног парка Ањујски и других заштићених подручја на северу. Надморска висина се креће од 180 m у низинским рекама, до 1.330 m на планинском гребену.
Кроз планинеске долине Удегејске легенде протичу реке Арму и Бољшаја Усурка, које се на западу уливају у реку Усури а она у реку Амур, која тече северно до Охотског мора. Главном речном долином Усурка тече у правцу север-североисток, пловна је за мање чамце у доњем току, са окукама и мочварним обалама. Речне долине су уске и вијугаве. Нагиб је просечно 10-15 степени, али често и 15-25 степена. Обале реке Арму су стеновите и стрме, са честим брзацима и водопадима.. У парку постоје три мала насеља: Далеки Кут, Дерсу и Остовное.

## Клима и екорегион
Клима у Удегејској легенди је умереноконтинентална клима, mild/cool summer subtype (Кепенова класификација климата Dfb). Ову климу карактеришу топла лета и хладне снежне зиме. Просечна температура у јануару је -16 а у августу 16. Просечна годишња количина падавина износи 790 mm.
Јесен у региону је ведра, топла, сува и са постепеним падом температуре. Позната је под именом "златна јесен Далеког истока."
Екорегион Удегејска легенда је "Умерено широколисна и мешовита шума источне Русије". Такве екорегије карактеришу велике дневне и годишње варијације температуре и шумски покривач.
Парк је на таквој локацији да се у њему среће велика разноликост биљног и животињског диверзитета. Ту се срећу врсте карактеристичне за континенталну и приморску зону (Евроазија и Пацифик) као и врсте из суптропске зоне. То је и геолошки контактни простор између старих стабилних плоча на западу, и активнијих тектонских формација на истоку у Јапанском мору.
Добијена разноликост биљних и животињских станишта као и изолација дају Приморској Покрајини највише нивое биодиверзитета у Русији.
Што се тиче водених станишта, парк се налази у слатководном екорегиону "Доњег Амура" (FEOW ID#616), региону који се генерално карактерише струјним системима снажно еродираних речних долина и добро развијеном плавном равницом на Амуру. На рекама се формира лед до 6 месеци у години, а већина потока се напаја кишом. Слатководни екорегион не садржи строго ендемичне рибе.

## Флора
С обзиром на стрму топографију, уочавају се висинске зоне за биљке. У нижим пределима, заступљене су листопадне шуме са брестом, јасеном и манџуријским орахом, кедровима и смрчом – до виших нивоа где су заступљене шуме јеле, смрче и брезе. У парку је забележено 30 врста васкуларних биљака које су под заштитом, неке од њих су: Dioscorea japonica, Euryale ferox, Saxifraga nelsoniana ssp. pacifica, женшен, и тиса.

## Фауна
Поред присуства сибирског тигра, парк је станиште и мрких медведа и азијског црног медведа, карактеристичних за шуме на западној падини Сихоте Алиња. Од мањих шумских сисари срећу се самур, куна, јазавац и ласица, заједно са рисом и леопард мачком. На обалама река срећу се куне и видре, а код река у нижим пределима срећу се лос и мус. Подручје је нарочито богато инсектима – процењује се да преко 10,000 врста живи на територији парка, укључујући и једну врсту стрижибубе која се сматра највећим инсектом у Русији.

## Историја
Границе региона и парка су историјски дом аутохтоног народа Удегејаца. Према попису из 2010. године број Удегејаца је нешто мањи од 1,500. Традиционално се баве ловом и риболовом.

## Туризам
Еко-туризам је наведен као једна од сврха парка, а посетиоци су добродошли у рекреативне зоне. Управа парка обезбеђује смештај у гостињској кући и камповима, омогућава и издавање моторних санки и гумених чамаца. На локалитету се налази геолошки музеј, а уз надоплату се може организовати и вођење туре. Изграђене су необрађене стазе, као што је еколошка стаза која води до "Ковалевскаје тисове шуме", са старим стаблима тиса.
 Парк се налази у удаљеном подручју – најближа железничка станица је у Даљњереченску који је удаљен 144 km од парка – али његова позиција на западним падинама Сихоте Алиња чини га приступачним туристима који посећују овај крај.